# Davey Hamilton
Davey Hamilton, född 13 juli 1962 i Nampa, Idaho, USA, är en amerikansk racerförare.

## Racingkarriär
Hamilton tävlade i Indianapolis 500 för första gången 1993, men varken då eller 1995 lyckades han kvala in. Han kom med i Indy Racing League, när serien grundades inför 1996. Med det tidigare bottenstallet i CART, A.J. Foyt Enterprises, lyckades Hamilton bli tvåa i IRL 1997, trots att han inte blev bland de två bästa under hela säsongen. Inför 1998 års säsong gick Hamilton till Nienhouse Motorsports, där han återigen blev tvåa i mästerskapet. Han blev även fyra i mästerskapet 1999. Det remarkabla med Hamiltons mästerskapsplaceringar var att han aldrig vann någon tävling i serien. År 2001 skadade sig Hamilton svårt i fötterna efter en krasch på Texas Motor Speedway, och tillbringade ett år i rullstol. Han återkom till racing 2007, med en niondeplats i Indy 500.